# Stephan M. Wagner
Stephan M. Wagner (* 1969) ist ein deutscher Logistikwissenschaftler. Er ist Professor für Betriebswirtschaftslehre und Inhaber des Lehrstuhls für Logistikmanagement an der ETH Zürich.

## Leben
Vor seiner Tätigkeit an der ETH Zürich war er Professor für Logistikmanagement an der WHU – Otto Beisheim School of Management. Nach einer Berufsausbildung zum Bankkaufmann und dem Studium der Betriebswirtschaftslehre in Deutschland und den USA war er knapp 10 Jahre in der Unternehmenspraxis tätig, zunächst als Berater und Senior Manager bei einer internationalen Unternehmensberatung und später als Leiter Corporate Supply Chain Management bei einem Schweizer Technologie-Konzern. Promotion und Habilitation erfolgten an der Universität St. Gallen.

## Werk
Wagner publiziert in Fachzeitschriften wie Academy of Management Journal, Production and Operations Management, Journal of Business Logistics, Journal of Supply Chain Management, Journal of Purchasing & Supply Management, European Journal of Operational Research, International Journal of Production Economics, International Journal of Production Research, IEEE Transactions on Engineering Management, Journal of Management, Journal of Business Research und Sociological Methods & Research.
Beim Handelsblatt Betriebswirte-Ranking 2009, das die Forschungsleistung von 2100 Betriebswirten in Deutschland, Österreich und der deutschsprachigen Schweiz gemessen an der Qualität der Publikationen seit 2005 analysiert, erreichte er Platz 10.

### Weitere Veröffentlichungen
- Lieferantenmanagement, Kapitel 24, Seite 553 bis 576 in: Tilo Pfeifer, Robert Schmitt (Herausgeber): Masing Handbuch Qualitätsmanagement, Carl Hanser Fachbuchverlag München Wien, 6. überarbeitete Auflage (2014), ISBN 978-3-446-43431-8